# Lauri Hussar
Lauri Hussar (ur. 4 września 1973 w Võru) – estoński dziennikarz i polityk, redaktor naczelny dziennika „Postimees” (2016–2019), w latach 2022–2023 przewodniczący partii Estonia 200, poseł do Riigikogu i jego przewodniczący od 2023.

## Życiorys
W 1996 ukończył religioznawstwo na Uniwersytecie w Tartu. Zawodowo związany z dziennikarstwem, do 2006 pracował w prywatnej telewizji TV3 jako redaktor i wydawca. Później zatrudniony w stacji radiowej Vikerraadio należącej do estońskiego nadawcy publicznego Eesti Rahvusringhääling. W 2016 został zastępcą redaktora naczelnego gazety „Postimees”, jeszcze w tym samym roku powołany na redaktora naczelnego tego dziennika. Stanowisko to zajmował do 2019; odszedł w związku z zaangażowaniem się w działalność polityczną w ramach liberalnej partii Estonia 200.
W 2021 został przewodniczącym rady gminy Viimsi. W 2022 zastąpił Kristinę Kallas na funkcji przewodniczącego swojego ugrupowania. W wyborach w 2023 uzyskał mandat posła do Zgromadzenia Państwowego XV kadencji. W kwietniu tegoż roku został wybrany na przewodniczącego estońskiego parlamentu. Również w 2023 zrezygnował z kierowania partią – w listopadzie tegoż roku na czele Estonii 200 zastąpił go Margus Tsahkna.

## Odznaczenia
- Krzyż Wielki Orderu Zasługi RP – Polska, 2025[8]